# United States of Eurasia
United States of Eurasia (en español: "Estados Unidos de Eurasia"), en ocasiones conocida simplemente como "United States" y abreviada como "USoE" o "USE" es una canción del grupo británico de rock alternativo Muse, incluida en su quinto álbum de estudio The Resistance. La canción estuvo disponible como descarga digital en internet el 21 de julio de 2009 la cual es seguida por una sonata para piano llamada "Collateral Damage", basada en el Nocturno Op. 9, n.º 2 de Frédéric Chopin.

## Composición
"United States of Eurasia" fue el primer título en ser confirmado para el álbum The Resistance, luego de que fanes en todo el mundo lograran descubrir las claves en una foto que se encontraba en el perfil de la banda en la red social Twitter. El 3 de julio de 2009, la lista de canciones fue revelada, ocupando "United States..." el cuarto puesto entre " "Undisclosed Desires" y "Guiding Light".
En una entrevista realizada para la edición de agosto en la revista musical Mojo, el vocalista, guitarrista y pianista Matthew Bellamy reveló que la canción estaba inspirada en "un libro llamado El Gran Tablero Mundial del politólogo estadounidense nacido en Polonia  Zbigniew Brzezinski," en donde se explica que "Brzezinski tiene el punto de vista que la gente en Eurasia, es decir Europa, Asia y el Oriente Medio necesita ser controlado por Estados Unidos para asegurar las reservas de petróleo." Bellamy recalca también que la canción está influenciada por la novela de George Orwell 1984, en la que "Eurasia" es una de las grandes naciones transcontinentales en las que se ha dividido el mundo en la novela.

## Lanzamiento y Recepción
La revista NME publicó una entrevista especial con la banda el 7 de julio, identificando a "United States of Eurasia" como una de las grandezas del álbum y describiéndola como si la canción "llegase al punto clímax en el estilo vocal de Queen. El 8 de julio, los fans en Internet en la página Muselive.com publicaron la noticia de que la estación de radio danesa, DR, estaría recibiendo una copia de la canción el 20 de julio, sugiriendo que esta sería la fecha de lanzamiento. Sin embargo, el 8 de julio fue oficialmente desmentido. En el sitio francés Musebootlegs.com se hace revisión al tema en donde se la ha enlazado a la canción del grupo Queen "Bohemian Rhapsody" y "We Are The Champions", y a la banda sonora del film de 1962 Lawrence of Arabia de Maurice Jarre y al compositor polaco Frédéric Chopin.